# Condylostylus juncundus
Condylostylus juncundus är en tvåvingeart som först beskrevs av Friedrich Hermann Loew 1861.  Condylostylus juncundus ingår i släktet Condylostylus och familjen styltflugor. Inga underarter finns listade i Catalogue of Life.